# كرواني
|                              |                                |
| كرواني مفلطح oblate spheroid | كرواني متطاول prolate spheroid |

كُرَوَاني أو مجسم كرواني أو شِبْه كُرَة (بالإنجليزية: Spheroid)‏ هو سطح دوراني, يتولد عندما راسم سطحة يكون إهليلج (بما فيه الدائرة كحالة خاصة من الإهليلج) ومحور الدوران هو واحد من محاور نفس الاهليلج .
هناك ثلاثة أنواع من الأسطح الكروية :
- كرواني متطاول أو ممطوط (وبخاصه بإتجاه المحور القطبي، مماثل لشكل كرة الرغبي)، إذا كان راسم السطح يكون إهليج ومحور الدوران هو المحور الأكبر لنفس الإهليلج.
- كرواني مفلطح (مماثل لشكل كوكب الأرض)، إذا كان الراسم إهليلج والدوران يحدث حول المحور الأصغر.
- كرة، إذا كان الراسم دائرة .

## المعادلات الرياضية
معادلة القطع الناقص ثلاثي المحاور المُتمركز في نقطة الأصل الذي يمتلك أنصاف المحاور «إيه» و«بي» و«سي» على طول محاور الإحداثيات الثلاث:
{\displaystyle {\frac {x^{2}}{a^{2}}}+{\frac {y^{2}}{b^{2}}}+{\frac {z^{2}}{c^{2}}}=1.}
تُعطى معادلة الكرواني باعتبار أن المحور «زي»  هو محور التماثل بمساواة a مع b:
{\displaystyle {\frac {x^{2}+y^{2}}{a^{2}}}+{\frac {z^{2}}{c^{2}}}=1.}
نصف المحور إيه هو نصف القطر الاستوائي للكرواني، وسي هي المسافة من المركز إلى القطب على طول محور التماثل. هناك حالتان ممكنتان:
- c < a: كرواني مُفلطح.
- c > a: كرواني مُتطاول.
- a = c: كرة.

## الخصائص

### المساحة
يتمتع الكرواني المُفلطح مع c < a بمساحة سطح تُعطى بالصيغة التالية:
{\displaystyle S_{\rm {oblate}}=2\pi a^{2}\left(1+{\frac {1-e^{2}}{e}}{\text{artanh}}\,e\right)=2\pi a^{2}+\pi {\frac {c^{2}}{e}}\ln \left({\frac {1+e}{1-e}}\right)} حيث {\displaystyle e^{2}=1-{\frac {c^{2}}{a^{2}}}}
ينتج الكرواني المُفلطح عن تدوير قطع ناقص يمتلك نصف المحور الأكبر c ونصف المحور الأصغر a حول المحور z، وبالتالي يمكن تعريف a بأنه الاختلاف المركزي.
يتمتع الكرواني المُتطاول مع c > a بمساحة سطح تُعطى بالصيغة التالية:
{\displaystyle S_{\rm {prolate}}=2\pi a^{2}\left(1+{\frac {c}{ae}}\arcsin \,e\right)} حيث {\displaystyle \qquad e^{2}=1-{\frac {a^{2}}{c^{2}}}.}
ينتج الكرواني المُتطاول عن تدوير قطع ناقص يمتلك نصف المحور الأكبر c ونصف المحور الأصغر a حول المحور z، لذا يمكن مرة أخرى تعريف a بأنه الاختلاف المركزي.
هذه الصيغ متطابقة بمعنى أنه يمكن استخدام صيغة مساحة الكرواني المُفلطح لحساب مساحة الكرواني المُتطاول والعكس صحيح. مع ذلك، يصبح إي بعد ذلك عددًا تخيليًا ولا يمكن اعتباره اختلافًا مركزيًا بشكل مباشر. يمكن تطبيق هذه النتائج على العديد من الأشكال الأخرى باستخدام المتطابقات الرياضية القياسية والعلاقات بين معاملات القطع الناقص.